# 경멸하고 있던 애정
〈경멸하고 있던 애정〉(軽蔑していた愛情 케이베츠시테이타 아이조[*])는 일본의 걸 그룹 AKB48의 다섯 번째 싱글이자 메이저 세 번째 싱글이다. 2007년 4월 18일 데프스타 레코드를 통해 발매됐다. 센터 포지션은 타카하시 미나미와 마에다 아츠코가 맡았다.
캐치카피는 "애들이 다 싫었습니다"이다. 노래의 TV 스팟은 카사이 토모미가 내레이션을 담당했다.
자켓은 신문의 사회면과 같이 꾸며져 있다. 학교에서의 왕따, 자살(가사의 내용도 투신자살과 관련되어 있다)에 대해 문제 제기를 한 가사가 특징인 저항가요(민중가요) 풍이다.
뮤직비디오의 오프닝과 엔딩에 표시되는 영상에, 휴대전화 화면에 표시된 "너 따위 좋아하는 인간이 이 세상에 있을거라고 생각하고 있는거야?" "다들 너 싫어하니까" "학교 오지마 너 오면 오염돼!! 공기도 오염돼!! 너랑 똑같은 공기 마시게 하지 마" "너 진짜 재수없어 짜증나 한번 좀 죽어줄래?" 와 같은 내용의 왕따 메일의 화면을 그대로 집어넣는 등, 제이팝 작품의 뮤직비디오로서는 이색적인 작품이 되어 있다.
교내 신과 다카하시 미나미가 옥상의 굴뚝에 오르는 장면은 도쿄도 주오구 니혼바시코덴마 정에 있는, 옛 주오 구 짓시 초등학교 자리의 짓시 스퀘어에서 촬영되었고, 옥상에서의 가창 신 및 오시마 유코 단독 신은 시부야구 센다가야의 쓰다 스쿨 오브 비지니스의 옥상에서 활영되었다.
노래는 TV 아사히 계열 《스퀴즈!》 닫는 곡으로 사용됐다.
2012년, 오쓰 시 중학교 2학년 따돌림 자살 사건을 계기로, “가사의 내용이 사건의 요소 그것이다”라고 재차 주목을 받았다. 교육평론가인 오기 나오키는 “학교 선생님들에게 매일 아침 들려줘도 좋을 만큼의 곡”이라고 평가하고 있다.

## 아트 워크
초도 한정판은 신문 기사풍으로 아래의 8명에게 타이틀을 덮어씌우고 있다.
| 아키모토 사야카 | 오노 에레나   | 미야자와 사에   | 마에다 아츠코 |
| 카사이 토모미   | 오오시마 유코 | 다카하시 미나미 | 코지마 하루나 |

통상판은 타이틀곡의 선발멤버이다.

## 수록곡
| #            | 제목                                                | 재생 시간 |
| ------------ | --------------------------------------------------- | --------- |
| 1.           | 〈軽蔑していた愛情→경멸하고 있던 애정〉             | 4:17      |
| 2.           | 〈涙売りの少女 나미다우리노 쇼조[*]→눈물팔이 소녀〉 | 4:42      |
| 3.           | 〈軽蔑していた愛情〉 (Instrumental)                 | 4:17      |
| 4.           | 〈涙売りの少女〉 (Instrumental)                     | 4:42      |
| 총 재생 시간 | 총 재생 시간                                        | 17:58     |

| #  | 제목                                                                | 재생 시간 |
| -- | ------------------------------------------------------------------- | --------- |
| 1. | 〈軽蔑していた愛情→경멸하고 있던 애정〉                             |           |
| 2. | 〈making of 「軽蔑していた愛情」→경멸하고 있던 애정 (메이킹 필름)〉 |           |

## 선발 멤버
경멸하고 있던 애정
- 아키모토 사야카, 이타노 토모미, 오오시마 마이, 오오시마 유코, 오노 에레나, 카사이 토모미, 코지마 하루나, 코바야시 카나, 사토 나츠키, 시노다 마리코, 다카하시 미나미, 나카니시 리나, 마에다 아츠코, 마스다 유카, 미네기시 미나미, 미야자와 사에

눈물팔이 소녀
- 이타노 토모미, 우라노 카즈미, 오오에 토모미, 오오시마 마이, 카와사키 노조미, 코지마 하루나, 코마타니 히토미, 사토 유카리, 시노다 미라코, 다카하시 미나미, 토지마 하나, 나카니시 리나, 나리타 리사, 히라지마 나츠미, 호시노 미치루, 마에다 아츠코, 마스야마 카야노, 미네기시 미나미, 와타나베 시호